# MSN
MSN (The Microsoft Network) è un insieme di servizi in Internet forniti dalla Microsoft. MSN ha debuttato come servizio online e Internet service provider il 24 agosto 1995, in coincidenza con la distribuzione del sistema operativo Windows 95.
La copertura dei servizi offerti da MSN è cambiata notevolmente dai tempi della sua distribuzione iniziale del 1995. Molte delle applicazioni web più popolari della Microsoft, come Windows Live Hotmail e Messenger venivano inizialmente offerte su MSN, prima di essere integrate nel gruppo di servizi online di Windows Live. Il portale web di MSN, MSN.com, offre una grande varietà di contenuti, e a novembre 2009 è risultato essere l'ottavo sito Internet più visitato.

## MSN, l'Internet Service Provider

### MSN Classic
Il progetto di MSN venne sviluppato dall'Advanced Technology Group della Microsoft, guidato da Nathan Myhrvold. MSN fu inizialmente concepito come un fornitore di contenuti online basato su una connessione dial-up, come America Online. Forniva inoltre dei contenuti proprietari attraverso un'interfaccia a cartelle integrata in Windows Explorer, il file manager di Windows 95.
Conosciuto quindi ufficialmente con il nome di "The Microsoft Network", il servizio venne lanciato insieme a Windows 95 il 24 agosto 1995. Il servizio era incluso nell'installazione di Windows 95 e pubblicizzato attraverso Windows ed altro software della Microsoft distribuito in quel periodo. Il supporto al prodotto veniva offerto attraverso l'MSN service, così come delle funzionalità di posta elettronica di base, un servizio di notiziari da MSNBC, funzionalità di chat e newsgroup.
L'accesso al web non era incluso in origine nel servizio di MSN classic, ma veniva offerto attraverso il browser Internet Explorer, il quale era disponibile per il download da MSN service o dal pacchetto "Windows 95 Plus!".

### MSN 2.0
Nel 1996, in risposta alla grande crescita della diffusione di Internet, il servizio MSN venne rinominato "MSN Classic", e fu creata una nuova versione conosciuta col nome di "MSN 2.0". La nuova versione combinava l'accesso ad Internet con contenuti web proprietari in un nuovo programma, "MSN Program Viewer". Il servizio fu prima diffuso tra gli utenti MSN già esistenti a partire dal 10 ottobre 1996; la release generale avvenne il 10 dicembre 1996.
Microsoft pubblicizzò MSN 2.0 con una serie di annunci e materiale pubblicitario che descriveva il servizio come il "prossimo big bang". La società offrì ai vecchi utenti una release in anteprima del servizio su un CD-ROM nell'autunno del 1996, che conteneva un video nel quale venivano descritte le nuove caratteristiche del software MSN 2.0. Il video era strutturato come una visita guidata di una première per il nuovo MSN. Includeva una manciata di attori e una propria colonna sonora che veniva riprodotta durante il processo di installazione.
Una volta installato, il Program Viewer di MSN era essenzialmente un'interfaccia animata, stilizzata e integrata nel web browser Internet Explorer 3. Quando i membri effettuavano l'accesso, venivano presentati loro alcuni diversi "canali", i quali erano essenzialmente delle categorie per i vari tipi di contenuti disponibili su MSN.
Oltre all'MSN Program Viewer era presente l'MSN Quick Launch, un'icona all'interno dell'area di notifica di Windows. Entrambi i programmi avevano un menu che si aggiornava dinamicamente per guidare i membri attraverso i contenuti ed i servizi di MSN.
I nuovi contenuti facevano un uso intenso di risorse interattive e multimediali, inclusi script Visual Basic e una delle prime implementazioni di Macromedia Shockwave Flash (originalmente chiamata "FutureSplash") per le animazioni. I contenuti multimediali interattivi erano presentati in un formato televisivo, "MSN shows", come parte di una sezione chiamata "on stage".
Mentre l'approccio di "MSN shows" era unico ed innovativo, i contenuti non erano facilmente accessibili ai membri che possedevano computer poco potenti e connessioni ad Internet dial-up: le connessioni ad Internet ad alta velocità non erano molto diffuse a quel tempo. Un sito web, "MSNot: The MSN2 Hate Site", venne creato come protesta per la lentezza e l'inaffidabilità del software. Il sito scherniva anche la colonna sonora che ripeteva la frase "too stupid to stop" (troppo stupido per bloccarsi) durante il processo di installazione di MSN 2.0.
In ultima analisi, l'uso ambizioso di contenuti multimediali su Internet durante il 1996 e il 1997 si dimostrò essere troppo in anticipo sui tempi, e MSN 2.0 non fu un successo come sperato inizialmente dalla Microsoft. La società si mise al lavoro per la nuova versione di MSN.

### Tentativi meno ambiziosi
Nel 1997, dopo aver abbandonato il formato multimediale interattivo, il servizio MSN venne ripreso in considerazione, stavolta come un più tradizionale servizio di accesso ad Internet. Con la distribuzione di MSN 2.5 alla fine del 1997, venivano ancora offerti dei contenuti esclusivi per il marchio MSN attraverso l'MSN Program Viewer, ma il servizio indirizzava gli utenti principalmente verso normali siti che chiunque su Internet poteva visitare, invece di siti interattivi.
Ad accompagnare l'MSN Program Viewer in MSN 2.5 fu "MSN Quick Launch", un'icona nella barra delle applicazioni di Windows. Come per MSN Program Viewer in MSN 2.0, il menu in MSN Quick Launch poteva essere modificato dinamicamente per guidare i membri verso i servizi e contenuti MSN aggiornati.
Con la distribuzione nel 1998 di MSN Internet Access 2.6, l'MSN Program Viewer venne completamente abbandonato in favore del ben noto Internet Explorer. Un'ulteriore versione del servizio, MSN Internet Access 5.0, venne distribuita insieme a Internet Explorer 5.0 nel 1999. MSN 5.0 era pressoché identico a MSN 2.6.
In questo periodo, MSN iniziò a diventare un portale Internet per gli utenti di altri provider di servizi Internet. A partire dal successo del servizio di webmail, Hotmail, acquistata da Microsoft nel dicembre 1997, nel 1999 venne lanciato MSN Messenger per la messaggistica istantanea.
A partire da Windows XP nel 2001 (che portò con sé Internet Explorer 6.0), i contenuti per gli utenti di MSN Internet Access vennero offerti attraverso un programma denominato MSN Explorer (MSN 6.0). Esso era simile a MSN Program Viewer in quanto offriva contenuti e siti web MSN attraverso un'interfaccia personalizzata all'interno di Internet Explorer. Il programma venne rinominato semplicemente come "MSN" per le versioni 7, 8 e 9, le quali vennero distribuite nel giro di pochi anni. MSN 9 fu l'ultima versione del software MSN per la connessione a Internet in dial-up.

### Negli ultimi anni
Negli Stati Uniti e in Canada, MSN è ancora un provider di servizi Internet dial-up. MSN resta il secondo maggior provider di servizi Internet negli USA, alle spalle di AOL, il quale contava circa 10 milioni di abbonati alla fine del 2007. MSN unisce al servizio dial-up una casella e-mail su MSN.com e software di sicurezza come firewall e antivirus.
Per gli utenti con connessioni Internet a banda larga, MSN strinse accordi con Verizon, Qwest e Bell Sympatico. Verizon, Qwest e Bell Canada forniscono la connessione e si fanno pagare direttamente dai loro clienti. Il software MSN incluso, noto come "MSN Premium", offriva un'interfaccia personalizzata simile al software dial-up MSN 9 e caratteristiche di sicurezza simili al più recente pacchetto di sicurezza Windows Live OneCare. Successivamente il pacchetto Internet a banda larga di Microsoft cambiò nome in favore di Windows Live. I nuovi clienti Verizon potevano abbonarsi solamente a Windows Live, non a MSN Premium. Coloro i quali erano già utenti di MSN Premium che passavano a Windows Live, non potevano tornare indietro in quanto Microsoft l'aveva gradualmente eliminato.

## MSN, il portale Internet

### Internet Start
Dal 1995 al 1998, il dominio msn.com venne usato per promuovere MSN come Internet provider. All'epoca, msn.com offriva anche una pagina di avvio personalizzata e un tutorial su Internet, ma il principale portale Internet di Microsoft era conosciuto come "Microsoft Internet Start", raggiungibile presso msn.com/home.microsoft.com. Esso fungeva da home page per Internet Explorer e offriva informazioni di base come notizie, previsioni meteorologiche, sport, andamento delle borse, intrattenimento, collegamenti a siti web, articoli di membri dello staff Microsoft e aggiornamenti software. L'altro famoso sito web di Microsoft, MSNBC.com, lanciato nel 1995, era molto simile a Microsoft Internet Start.

### MSN.com
Nel 1998, il dominio MSN.com, scarsamente utilizzato, venne reinventato sia come portale web che come marchio per una serie di siti prodotti dentro l'Interactive Media Group di Microsoft. Il nuovo sito mise MSN in diretta competizione con altri siti del calibro di Yahoo! e Go Network. Poiché il nuovo formato aprì il contenuto di MSN gratuitamente a tutti, l'Internet provider e il servizio di iscrizione furono ribattezzati a quel tempo "MSN Internet Access".
Il rinnovato MSN.com comprendeva un'intera famiglia di siti, inclusi contenuti originali, canali che furono incorporati dall'esperimento "MSN 2.0" (nonostante ora non ne rimanga nessuno), e nuove caratteristiche che furono velocemente aggiunte. MSN.com divenne anche un successore della pagina iniziale di default per Internet Explorer, in quanto tutti i precedenti siti "Microsoft Internet Start" furono accorpati a MSN.com.
Da allora MSN.com è rimasta una pagina popolare, punto di avvio per molti nuovi servizi e siti di contenuti. I servizi Hotmail e Messenger furono promossi dal portale MSN.com, il quale funse da punto centrale per tutti i contenuti di MSN. MSN Search, un motore di ricerca dedicato al portale, inaugurato nel 1999. Il portale MSN.com e i relativi servizi del gruppo "MSN" rimarranno gli stessi per quasi tutta la successiva decade.

### Windows Live

Windows Live logo

Molti dei servizi di MSN furono riorganizzati nel 2006 sotto il nuovo marchio Windows Live. Questa mossa fece parte della strategia di Microsoft per migliorare le sue offerte di servizi online usando il marchio Windows. L'azienda ristrutturò anche i suoi servizi e software online a causa della crescente concorrenza di rivali come Yahoo! e Google. Il nuovo nome fu introdotto un servizio per volta. Windows Live usa la tecnologia del "Web 2.0" per offrire caratteristiche e funzionalità, prima accessibili solo con un software dedicato, attraverso un semplice browser web.
Tra i servizi interessati al cambiamento di marchio ci furono MSN Hotmail (ora conosciuto come Windows Live Hotmail), MSN Messenger (ora Windows Live Messenger), MSN Search (prima Live Search, ora Bing), MSN Virtual Earth (ora Live Search Maps), MSN Spaces (ora Windows Live Spaces), e MSN Alerts (ora Windows Live Alerts); in futuro MSN Groups verrà rinominato Windows Live Groups. Microsoft non ha deciso se MSN Direct rimarrà isolato dalla famiglia MSN o se transiterà a Windows Live. Dall'introduzione di Windows Live, sono stati annunciati alcuni nuovi servizi come Windows Live OneCare Safety Scanner e Windows Live Favorites.
Dopo il lancio di Windows Live, il fulcro di MSN si spostò sull'offerta di contenuti di interesse comune, intrattenimento e news online tramite il portale web, MSN.com, mentre ora Windows Live ospita la maggior parte dei software online e servizi di Microsoft.

## Altri servizi con nome "MSN"
Oltre al provider di servizi Internet e al portale Internet, il nome "MSN" è stato usato per una serie di servizi correlati, tra cui Hotmail. Per ulteriori informazioni, vedere Lista dei Servizi MSN.

### Hotmail
Hotmail è un servizio webmail gratuito di Microsoft. Partito in origine come servizio indipendente nel 1996, divenne parte della famiglia MSN nel 1997. Dal 2006 fa parte del gruppo di servizi online di Microsoft Windows Live. Hotmail ha oltre 380 milioni di utenti in tutto il mondo ed è disponibile in 35 lingue. È stato sostituito da Outlook.com.

### MSN Music
MSN Music fa parte dei servizi web di MSN. Fornisce notizie musicali, video musicali, informazioni sugli artisti e video di esibizioni dal vivo. Il sito web è stato anche un negozio di musica digitale dal 2004 al 2008. Per il servizio di download, creato anche per competere con iTunes Music Store di Apple, il sito utilizzava l'applicazione Windows Media Player di Microsoft e file di formato Windows Media proprietari (file .wma protetti). L'offerta era inizialmente di 1,5 milioni di brani, ma è scesa a 1,1 milioni di brani a causa del rallentamento delle vendite e della mancanza di supporto reale da parte di Microsoft. Il negozio MSN Music non era compatibile con il lettore musicale Zune di Microsoft. Nel 2006, quando annunciò la chiusura di MSN Music negli Stati Uniti, Microsoft promise agli utenti che i server delle licenze sarebbero stati mantenuti per cinque anni, ma nell'aprile 2008, Microsoft annunciò che i server DRM per MSN Music sarebbero stati disattivati il 31 agosto 2008. Dopo questa data, non fu più possibile autorizzare nuovamente i brani acquistati quando si cambiava computer o sistema operativo. Inizialmente veniva suggerito ai clienti di eseguire il backup della loro musica masterizzandola su CD. Successivamente il servizio si è impegnato a mantenere i server DRM online fino alla fine del 2011. La sezione musica di MSN è comunque rimasta online dopo il 2008, ospitando contenuti come blog musicali e gallerie fotografiche; ha continuato a essere indicato come MSN Music.

## Servizi affiliati

### Servizi di Cross-branded
Microsoft ha collaborato con molti altri fornitori di servizi, così come altri servizi di Microsoft per ampliare la gamma dei servizi MSN. Alcuni esempi includono Microsoft adCenter, MSN Shopping (affiliato con eBay, PriceGrabber e Shopping.com), e Encarta Enciclopedia con vari livelli di accesso alle informazioni. Inoltre, MSN Internet Access gli abbonati hanno ricevuto anche Firewall MSN e MSN Virus Guard fornite da McAfee, e la Webroot Spy Sweeper per MSN. Questi servizi sono simili a quelli offerti da altri provider di servizi Internet.

### I servizi internazionali
Globalmente MSN ha una buona ricezione, collaborando con emittenti televisive locali e società di telecomunicazioni per fornire il servizio in alcune zone. In Canada, MSN ha collaborato con Bell Sympatico (la divisione di Bell Canada che fornisce servizi internet). In Australia, Microsoft ha originariamente collaborato con Telstra nel 1995, creando un marchio locale: OnAustralia. Quando MSN si ritirò dall'impresa l'anno successivo, Telstra assunse il controllo totale dell'impresa e la rinominò BigPond. Microsoft ha successivamente collaborato con Nine Network per creare ninemsn. In Messico, MSN ha collaborato con la Prodigy di Telmex, creando Prodigy/MSN. Una affiliazione con Xtra, il fornitore di servizi internet di Telecom neo-zelandese finì nel 2006 (vedi anche: XtraMSN).
MSN ha molti uffici e call center in tutto il mondo, per fornire supporto ai clienti. Fra i paesi dove questi call center hanno sede, ci sono le Filippine (con servizio di supporto tecnico e per clienti), El Salvador (servizio di supporto in lingua spagnola sia tecnico che per clienti), e l'India (servizio clienti). Nel 2007, Microsoft creò un centro di ricerca e sviluppo di servizi MSN a Shanghai, il primo del genere sito al di fuori degli Stati Uniti. Il centro ospiterà anche un gruppo di supporto tecnico per servizi MSN. Una delle ragioni della scelta di costruire un centro di ricerca in questo luogo è che la compagnia spera che MSN Microsoft, in futuro, avrà un ruolo importante nella vita dei giovani cinesi e anche dei giovani professionisti. Alcuni intoppi convinsero la Microsoft a creare da sé i propri servizi, senza commissionarli a terzi; uno di questi furono le dimissioni di Luo Chuan, che dirigeva l'unità Windows Live in Cina, e che era anche responsabile del portale cinese di MSN. Nel 2008, Powersniffer sviluppò MSN Sniffer, che poteva essere usato per controllare chi usava programmi MSN.